# 馬毛島
馬毛島（まげしま）は、大隅諸島の島の一つ。

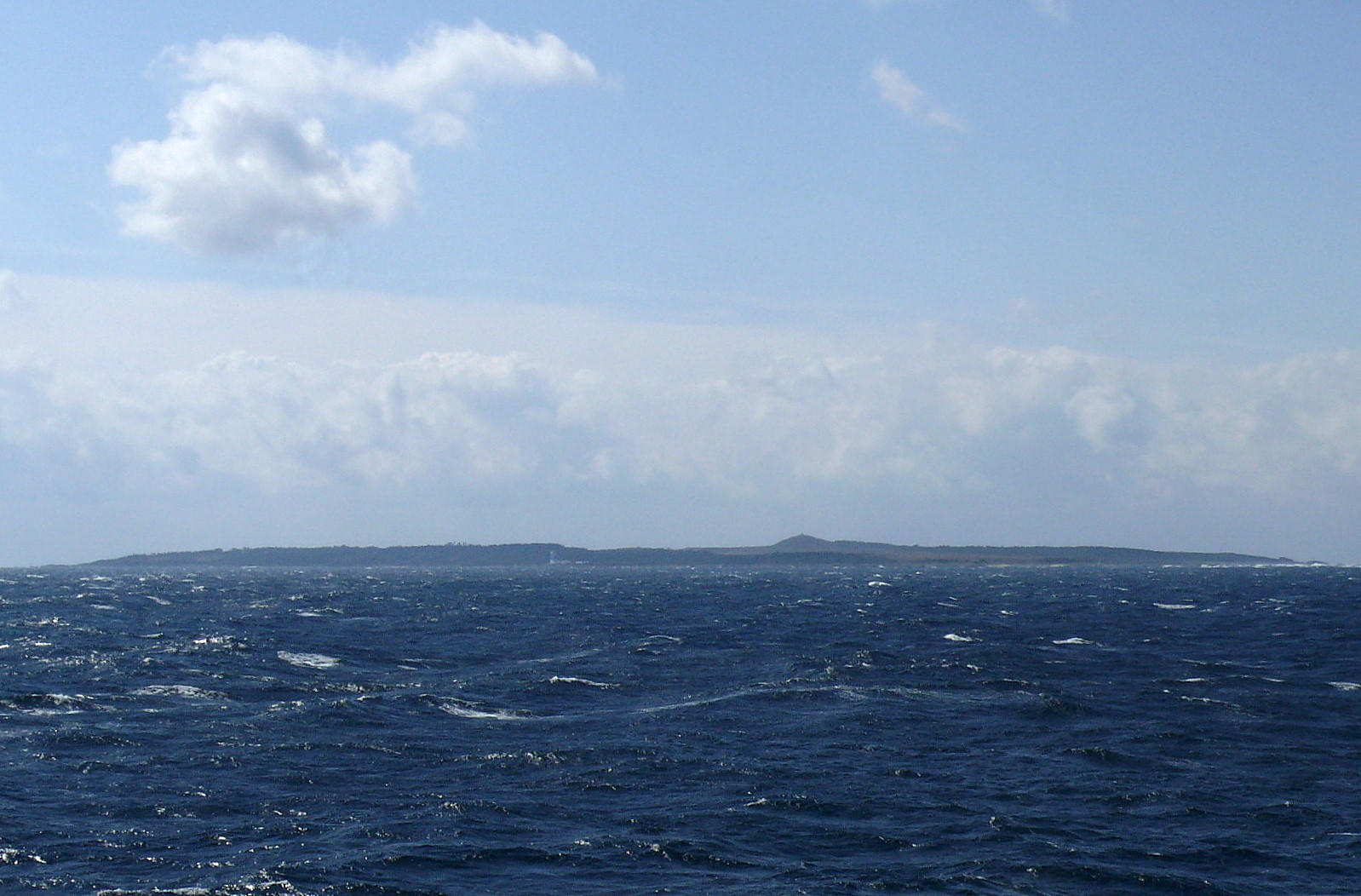
東側の海上から望んだ馬毛島

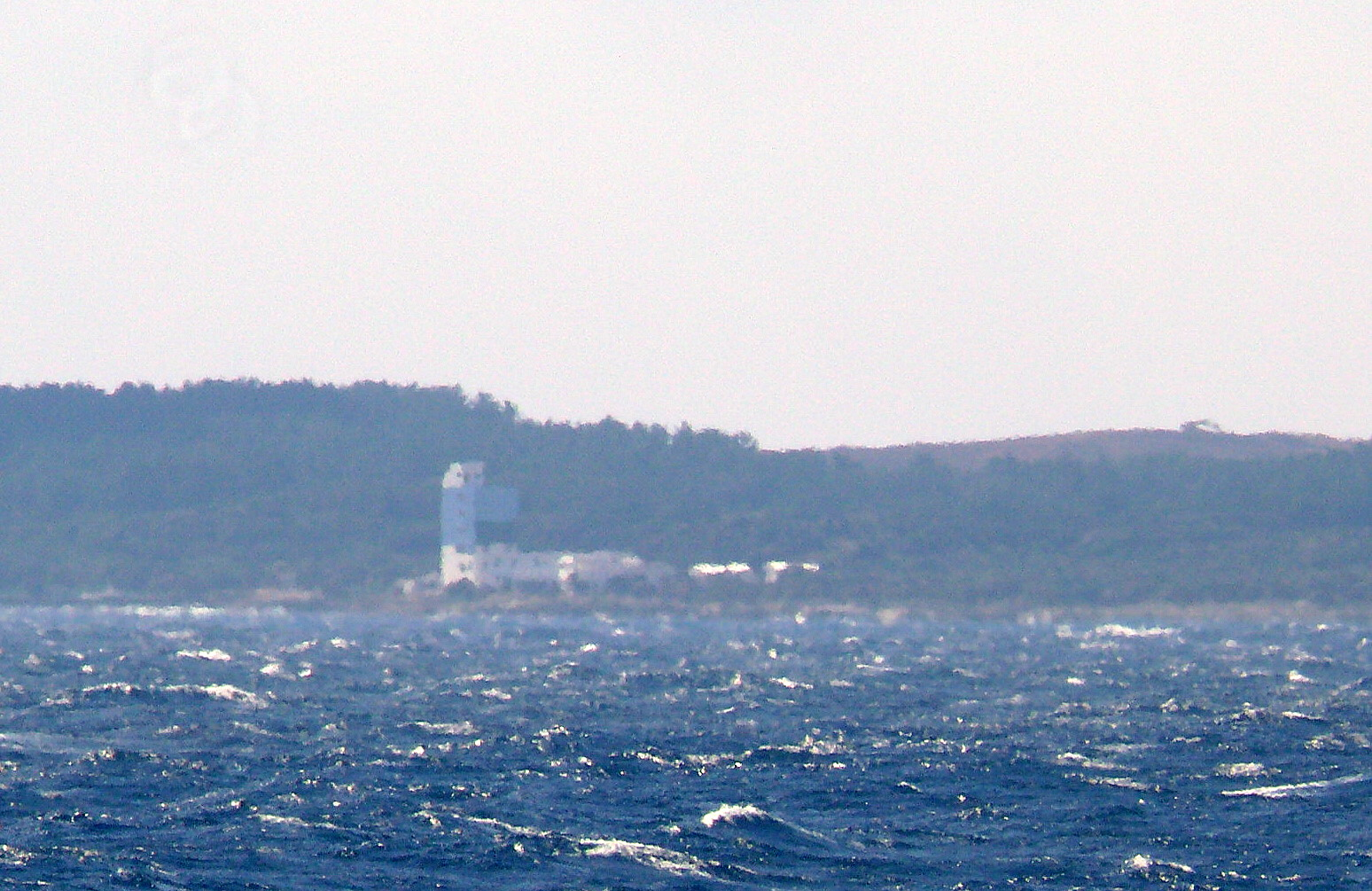
馬毛島の東側に建つ建物群
（2010年2月19日）

なお、地名（行政区画）としての「馬毛島」は、鹿児島県西之表市の大字である。郵便番号は891-3118。

## 地理

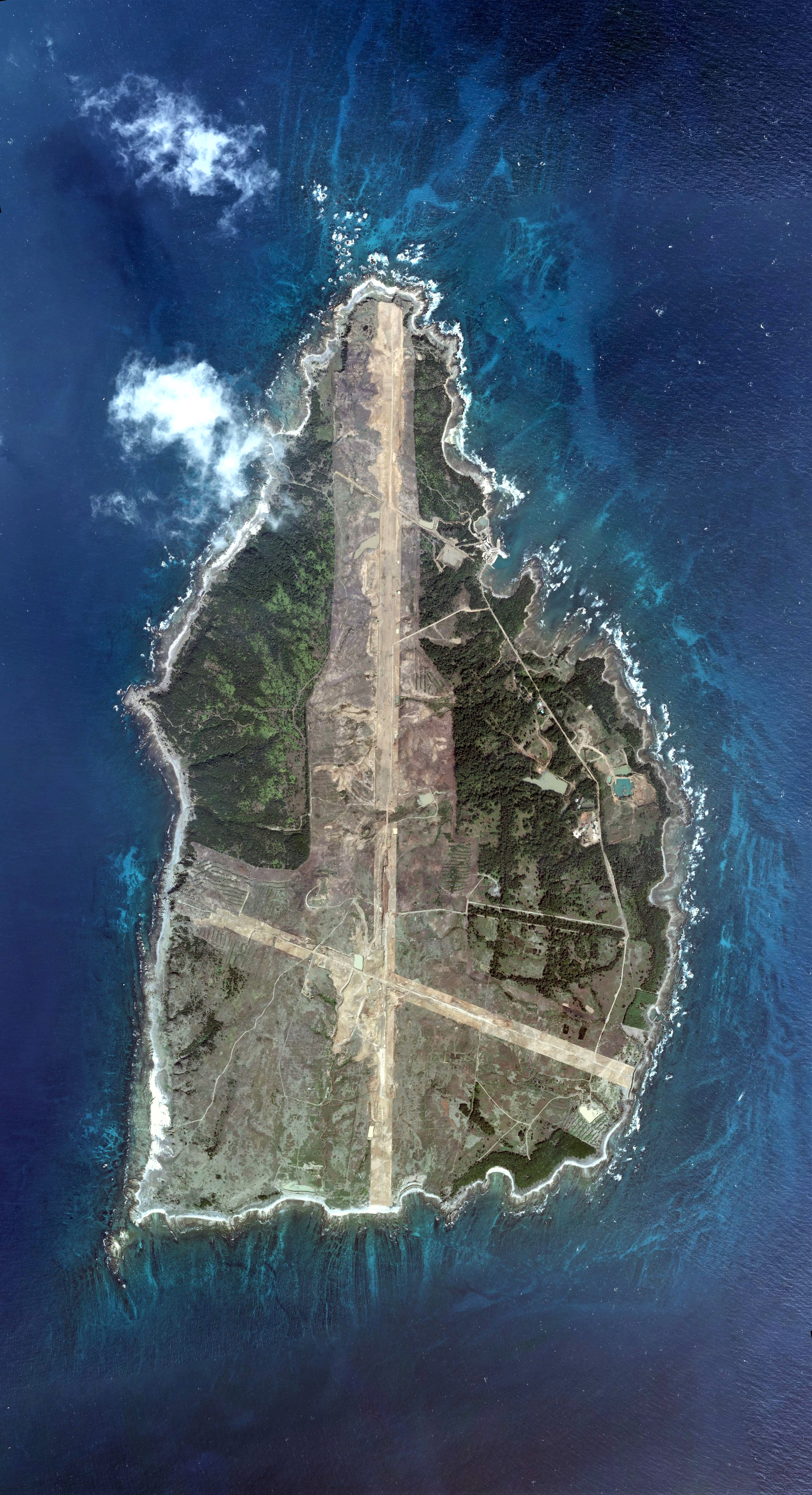
馬毛島の空中写真。
2009年11月26日撮影の8枚を合成作成。
。

種子島の西方12kmの東シナ海にある島で、面積は8.20km2、周囲16.5km。最高地点は島中央部の岳之腰の71.7m、地勢は低くて平らである。島には河川がなく地質は農業に適さない。一般的な船便で種子島から出港して約30分の距離という。
また、北側は国際海峡で特定海域となっている大隅海峡とも接していて、近年は通過通航する他国海軍による航行も増えていて、後述する自衛隊基地設置後、偵察、妨害などの影響を受ける可能性もある。
島内には、ニホンジカの1亜種であるマゲシカが棲息している。島の周辺は好漁場となっている。

### 主な地名
葉山（はやま）、王籠（おうこもり）、高坊（たかぼう）、垣瀬（かきせ）、椎ノ木（しいのき）

### 小島・岩礁
国土地理院地図（抄）。陸繋した浜辺や海礁上の小岩、無名の岩を除く。
- 房瀬 - 上ノ岬。
- 小瀬、片平瀬、大平瀬、垣瀬 - 西側。
- 北小島、女瀬 - 下ノ岬。
- 高瀬、ツマ崎 - 南東側。
- 横瀬 - 東側。

## 歴史

### 戦前まで
旧石器時代の石器が数点、2022年10月の西之表市教育委員会の文化財調査で確認されている。
古くは10世紀にマゲシカを狩猟した記録が残っている。鎌倉時代から種子島氏の領地となっていたが、漁師がトビウオ漁の時期に1-2カ月ほど小屋に泊り込み、漁業基地としていた他は殆ど定住者は居なかったと言われる。
江戸時代の文化年間初頭、種子島で蝗の発生と二度の台風襲来により農作物が壊滅状態となり飢饉に陥る。このため種子島の島民が馬毛島に来島し、救荒食としてソテツの採取を行った。1808年には種子島氏の家老が、資源が減少しないようソテツの植え付けを行い、島内のたき火を禁止した。
明治以降は牧場としての利用が試みられた。太平洋戦争後期の1944年（昭和19年）に、帝国海軍の防空監視所が設置され、一時期無人島（無定住者島）となった。

### 戦後

#### 入植から無人島化まで
戦後の1951年（昭和26年）からは緊急開拓事業による農業開拓団が入植を開始。ピーク時の1959年（昭和34年）には113世帯528人が島に住み、サトウキビ栽培や酪農、トビウオ漁を営んでいた。

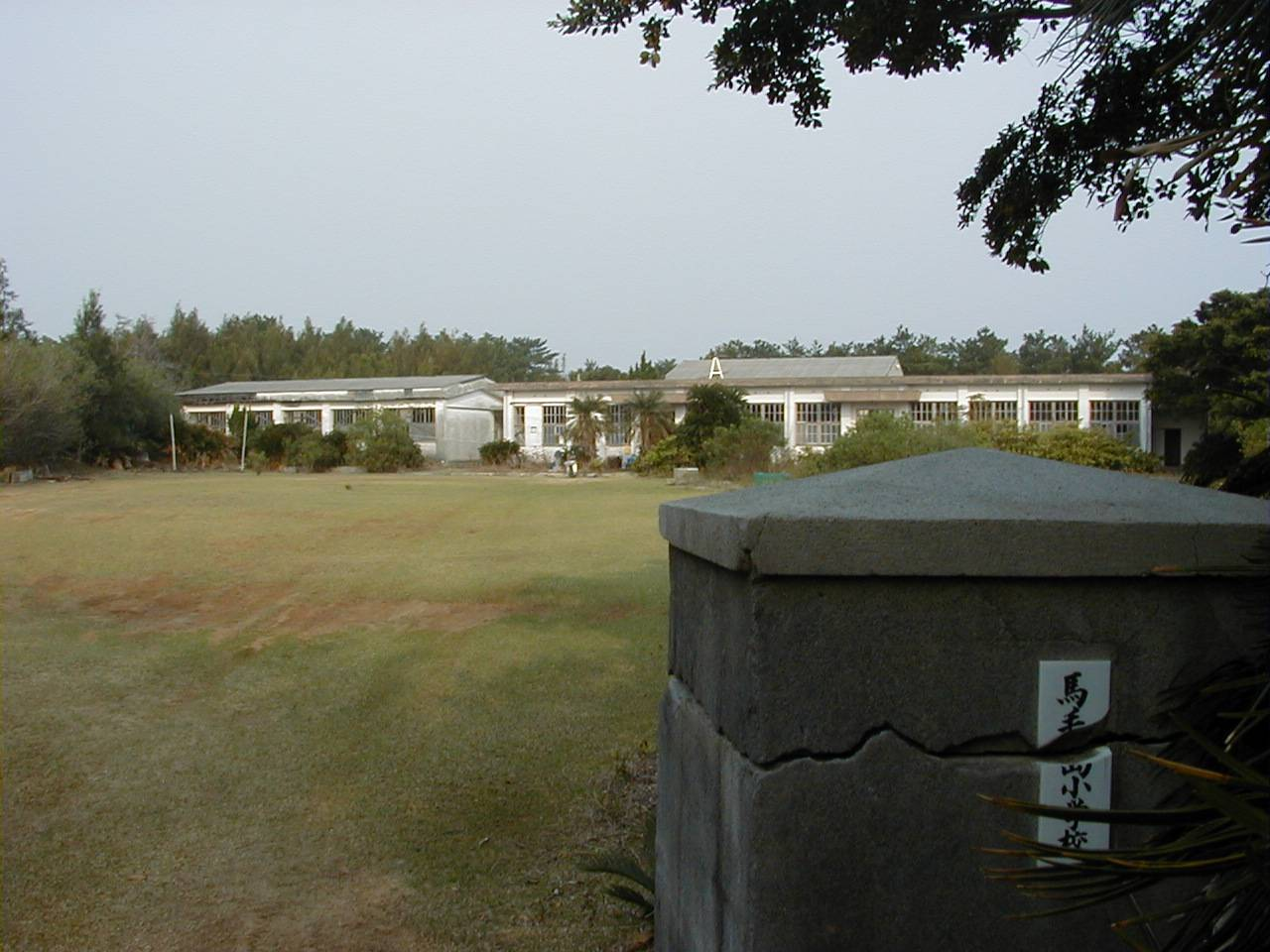
廃校後の馬毛島小・中学校（2000年4月）。

しかし、水源に乏しく農業に適さない土地であることに加え、害虫や鹿の農作物被害が増加したことによる生活の困窮や子どもの教育問題のため、島民は徐々に島を離れていった。1980年（昭和55年）3月に最後の島民が島外に移住し、西之表市立馬毛島小・中学校も最後の卒業生を送り出して閉校、以降無人島となった。これにより、北海道の渡島大島に次いで日本で2番目に面積が大きい無人島となっていた。

#### 無人島の買収
1974年（昭和49年）、平和相互銀行（平和相銀）により馬毛島開発株式会社が設立され、1975年（昭和50年）に島ごと買収した。当初はレジャー施設の建設を計画していたが、挫折した。その後も国の石油備蓄基地の候補地になったことから、島の土地買収が進んだが、最終的には鹿児島県の志布志湾に決定し、馬毛島は放置されることとなった。使用済み核燃料の貯蔵施設の誘致案も出ていた。
1983年（昭和58年）、右翼活動家の豊田一夫が、馬毛島の土地を自衛隊の超水平線レーダー用地として防衛庁に売却するという話を平和相互銀行に持ちかけ、不正経理によって用意させた巨額の資金を政界にばら撒き、1986年（昭和61年）にこの件が馬毛島事件として発覚、経営が悪化していた平和相銀は住友銀行に救済合併された。
同年には、1985年（昭和60年）に起こった山火事の影響で、集団化したトノサマバッタが大発生（蝗害）したが、翌年には収束した。
1995年（平成7年）、立石建設が馬毛島開発を買収して子会社化、のちに社名をタストン・エアポート株式会社に変更。馬毛島開発は島の土地の買収を進め、西之表市の公有地である市道と旧学校地を除く大半を所有地とした。馬毛島開発では、日本版スペースシャトル (HOPE) の着陸場、使用済み核燃料中間貯蔵施設などを誘致するとの構想を持っていたが、実際の開発は進まず、わずかに採石事業などが行われるに留まった。
2005年（平成17年）の国勢調査では、同社の従業員15人が住民として登録されており、25年ぶりに再び有人島扱いとなっている。離島振興法の有人指定離島、および有人国境離島法の特定有人国境離島地域にも指定されている。

#### 滑走路建設問題
2007年（平成19年）に硫黄島に代わるアメリカ海軍空母艦載機の陸上空母離着陸訓練（FCLP）に利用する可能性が報道された。これに対し種子島・屋久島1市3町は反対決議を可決した（なお、2018年（平成30年）2月16日までに「反対色が強い活動が原因で」米軍基地等馬毛島移設問題対策協議会は解散している）。2009年（平成21年）12月には、沖縄県宜野湾市にある普天間飛行場の移設候補地としても検討された。馬毛島開発は島で土木工事を進めており、4,000m級の滑走路を建設するとしていた。
2010年、普天間基地の移設先として鹿児島県徳之島があがったが、激しい地元住民の反対運動が起こり、困難となった。2010年（平成22年）、防衛省は「新たな自衛隊施設の整備」として、馬毛島の自衛隊使用を計画した。それによると、同島を南西シフト態勢の上陸演習場、事前集積拠点、そして災害派遣時の物資集積場として使用するとしている。防衛省ホームページ『国を守る』に、防衛省はその利用方法を掲載している。また、種子島などの地元への説明会でも、同様の内容を提示している。
2011年（平成23年）5月には、北澤俊美防衛相が、米空母搭載機の陸上での離着陸訓練施設の候補として検討を指示していることが報道された。馬毛島は過去に汚職の舞台となり、または立石建設およびその子会社である馬毛島開発の社長を務めていた実質的な立石勲オーナーおよび法人としての立石建設工業株式会社が、法人税3億2000万円を脱税したとして在宅起訴され、2011年（平成23年）6月に有罪判決を受けている。こうした事情から、防衛省では島の敷地の買い取りを前提としているが、立石オーナーはリースによる利用を主張していた。2011年6月になり土地の99.6%を所有するタストン・エアポート（馬毛島開発から商号変更）と防衛省の間で、用地交渉開始の合意書が締結された。また、日米安全保障協議委員会（2+2）において、FCLPの移転先として馬毛島を検討対象とすることが共同文書に明記された。
報道等では、馬毛島開発が島を十字に横切る「滑走路」を建設しているとしている。馬毛島開発はあくまでも測量名目で樹木を伐採し表面を整地しており、この開発は鹿児島県への森林伐採届および林地開発の許可を得ていたが、実際には届出よりも大規模な伐採・整地・盛り土をおこなっているとされている。
2011年（平成23年）9月にはタストン・エアポート社による乱開発により土砂が流出して漁場が破壊されたとして、地元種子島の漁師らが工事の差し止めや漁獲量の減少に対する慰謝料を求める訴訟を起こした。また、この他に地元住民が行政（鹿児島県・国）を相手に開発の違法性を放置した責任を問う行政訴訟、および馬毛島の港周辺の入会地の一部を入会権を有する漁民の一部が旧馬毛島開発社に切り売りしたことの無効性を問う入会権裁判も起こしている。
なお、地元の西之表市はタストン・エアポート社による馬毛島の森林開発等の現状を確認するための立ち入り調査を再三申し入れているが、同社は一貫してこれを拒否しており、2011年9月15日には鹿児島県が同社の大規模造成に対して違法伐採の疑いや課税上の問題があるとして現地調査の受け入れを要請している。
2018年（平成30年）7月15日、防衛省が馬毛島を海上・航空両自衛隊の拠点として活用する方針を固めたことが報じられた。鹿屋航空基地のP-3Cや新田原基地のF-15Jを馬毛島に展開し、離着陸や防空などの訓練を行うことを想定しているほか、航空自衛隊が導入し、新田原基地に配備することが検討されているF-35Bと、F-35Bの発着艦が可能な事実上の空母に改修される、いずも型護衛艦の訓練拠点として使用することも視野に入れている。ほか、航空自衛隊は南西方面で唯一の拠点である那覇基地が攻撃されることを想定して、馬毛島にF-15Jを分散配置することも検討している。
用地買収契約合意（後述）に当たり、西之表市の八板俊輔市長は2019年（令和元年）11月30日、FCLPの移転に対し「地元の理解は得られていない」と延べて慎重な考えを示した。これに対して菅義偉官房長官は地元の理解を求めて行く考えを表明した。

#### 用地買収問題
2016年（平成28年）11月4日、防衛省による用地買収について、土地所有者のタストン・エアポート社との契約に目途が立ったことが明らかになった。その一方で2018年6月27日、タストン・エアポート社の債権者が東京地方裁判所に破産手続開始の申立てを行ったことが複数の報道機関で報じられた。東京地裁は6月15日付で保全管理命令を出し、会社側の意見も聞いた上で破産手続き開始の可否を判断するとしていた。防衛省は破産手続きが進めば競売が行われる可能性が高いとみて購入額を精査する作業に入っており、競売になれば「防衛省が想定する価格で買収できる」（政府高官）との指摘が出ていた。2018年（平成30年）10月22日、タストン・エアポート社の破産手続開始の申立てを行っていた債権者が申し立てを取り下げ、同社の破産が回避される見通しになった。
2019年（平成31年）1月9日、政府が160億円で馬毛島を自衛隊訓練場として買収し、2019年（平成31年）3月末までに取得することで地権者と大筋合意した。その後は地権者側の間で開発会社の代表権などをめぐる法的な争いが生じて契約ができず、3月末には買収が不透明になっていると報じられた。2019年（令和元年）5月7日、タストン・エアポート社は防衛省に対し、いったん馬毛島の売却交渉の打ち切りを通告したが、2019年11月29日に防衛省と地権者側が、約160億円の売買契約の合意に至ったと報道され、12月3日に河野太郎防衛相が記者会見で大筋合意に至ったと述べた。
朝日新聞の報道によれば、2019年に中国国有企業がタストン・エアポート社に資金提供を持ちかけていた。また、タストン・エアポート社の希望額は400億円であった。政府側は45億円だった。タストン・エアポート社の立石は「200億円の大台を超えてください」と懇願したが、島の一部の土地をタストン・エアポート社が保有し続けることで政府側が折れた。生コン工場を建設し、自衛隊と取引すること目論んでいたが、実現せず立石は亡くなった。
2022年1月24日、立石建設グループのタストン・リサイクル社が債権者より破産を申し立てられ、東京地裁から破産手続開始決定を受けた。

#### 馬毛島基地工事開始
2022年1月26日、防衛省は馬毛島基地整備の影響を調べる環境影響評価（アセスメント）の途中段階で、航空機の管制塔や燃料貯蔵施設建設など計13件の入札を公告して基地本体工事の発注をした。
2022年4月2日、岸信夫防衛相は現職防衛相として初めて馬毛島を視察して、馬毛島の施設を航空自衛隊が管理する「航空自衛隊馬毛島基地（仮称）」として整備することを明らかにした。同日、西之表市内では、賛成派の市民らが「防衛省を応援します」と記した横断幕でアピールし、反対派の市民団体のメンバーらが「静かな島は財産です　基地建設反対」などのプラカードを手にシュプレヒコールの声をあげるなど、賛成派と反対派の市民らそれぞれ40人ほどが思いを伝えようと、空港や沿道で声をあげた。2024年2月時点で工事関係者は約2千人にのぼる。温暖化のため漁獲が激減したため、種子島漁協の組合員や馬毛島の元漁師が安定収入源として持ち船の漁船で作業員の運搬を担当している。その収入に漁民が頼らざるを得なくなったこと、また2022年に種子島漁協が日本政府から提示された22億円の補償金で漁業権の一部放棄に応じたこと、米軍の発着訓練を受け入れることで再編交付金が支給されるがこの支給先が偏在していることで、賛成派と反対派の分断も強まったという。2021年1月に八板市長が基地建設反対を掲げて西之表市市長に再選されたが、当選後は賛否について明言しなくなった。2024年2月には3選出馬表明を行ったが、やはり賛否については明言しておらず、事実上の容認とも受け止められている。
2023年1月12日、防衛省はアセスメントの評価書を公告し基地の本体工事を開始した。
2024年9月10日、防衛省は完成時期が当初計画より約3年遅れの2030年3月末になると発表した。高い波や強風により資機材の海上輸送が計画通りに進まず、能登半島地震に伴う資機材や人員の不足も影響したという。基地本体は2023年1月に着工し、4年程度で完成する計画だった。

## 馬毛島基地（仮称:計画）
滑走路：34/16(2,450mx61m:主滑走路)､04/22(1,830mx46m:横風用滑走路)ともにコンクリート舗装
常駐自衛隊隊員：施設管理・運営（150～200名）
飛行場関連施設として誘導路、駐機場等施設、航空保安施設、格納庫、飛行場支援施設等、貯蔵関連施設など
訓練施設として主滑走路と西側平行配置の不整地着陸訓練施設、F-35B 模擬艦艇発着艦訓練施設
港湾施設として係留施設等、揚陸施設
在日米海軍、横須賀配備空母の岩国配備艦載機部隊の定期的なFCLPが実施される予定
総工費1兆円程度とみられる

## 開発以前の馬毛島の風景

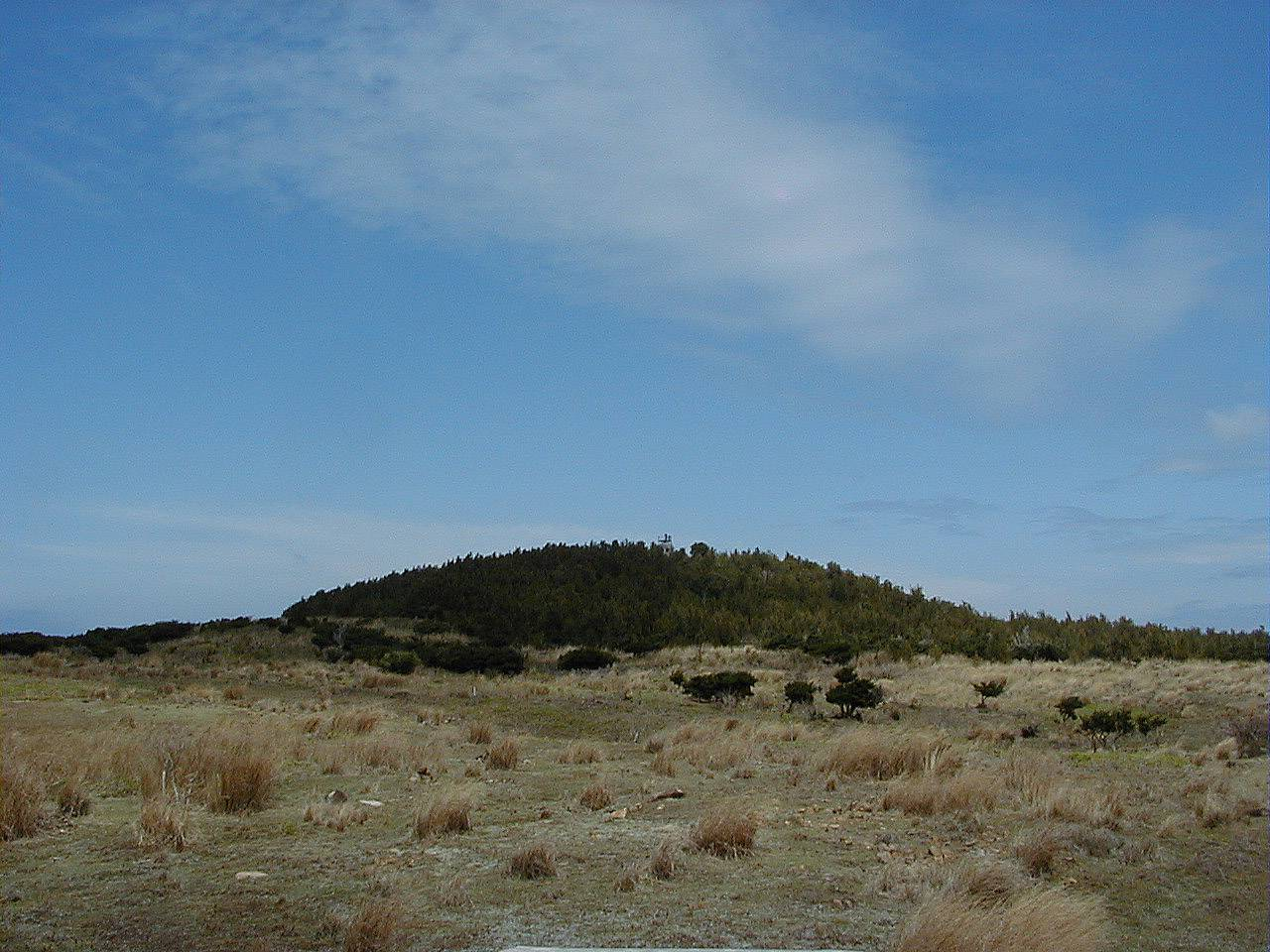
最高点「岳之越（たけのこし）」。2000年4月。
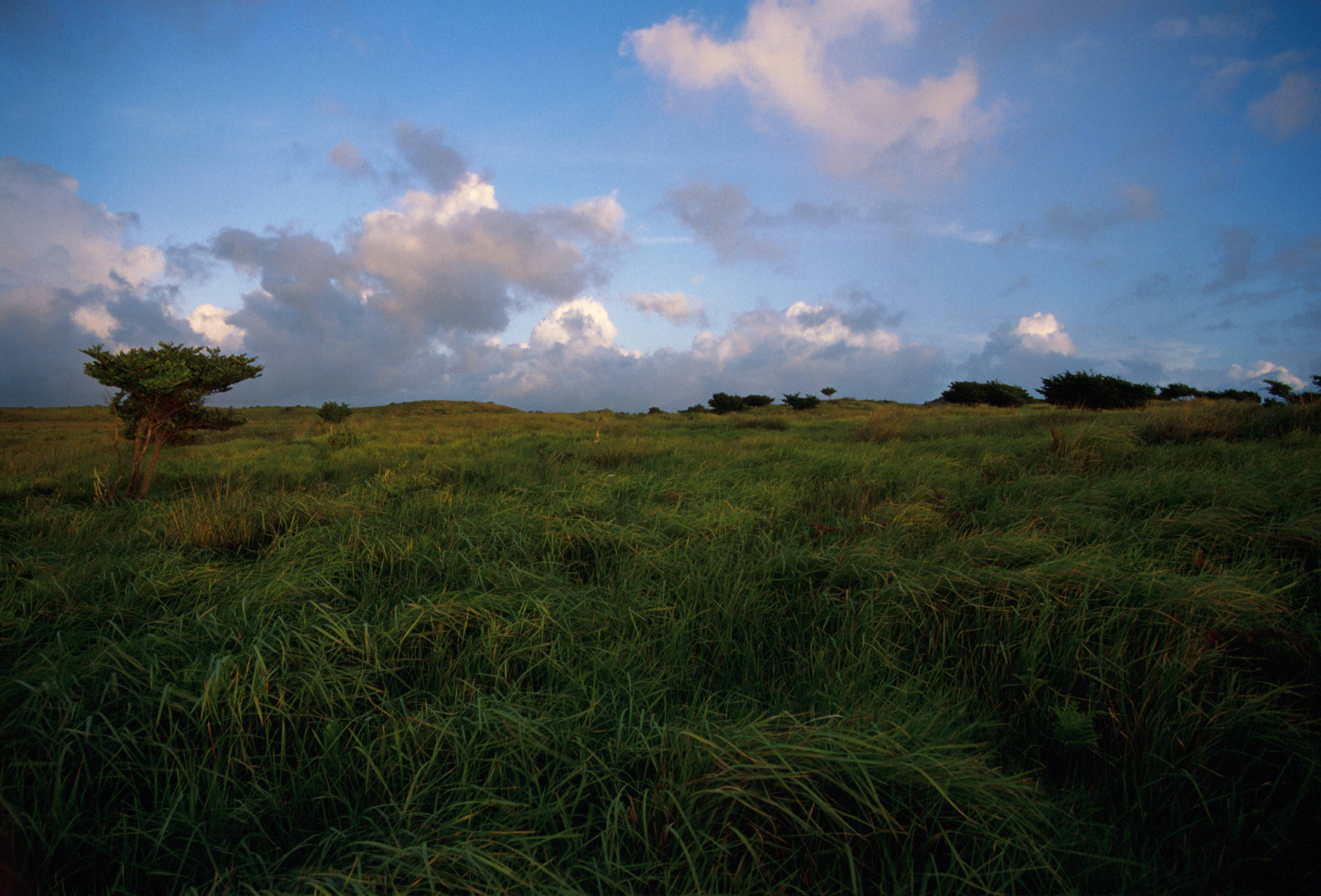
春の夕暮れ、馬毛島に広がる草原（2000年4月）
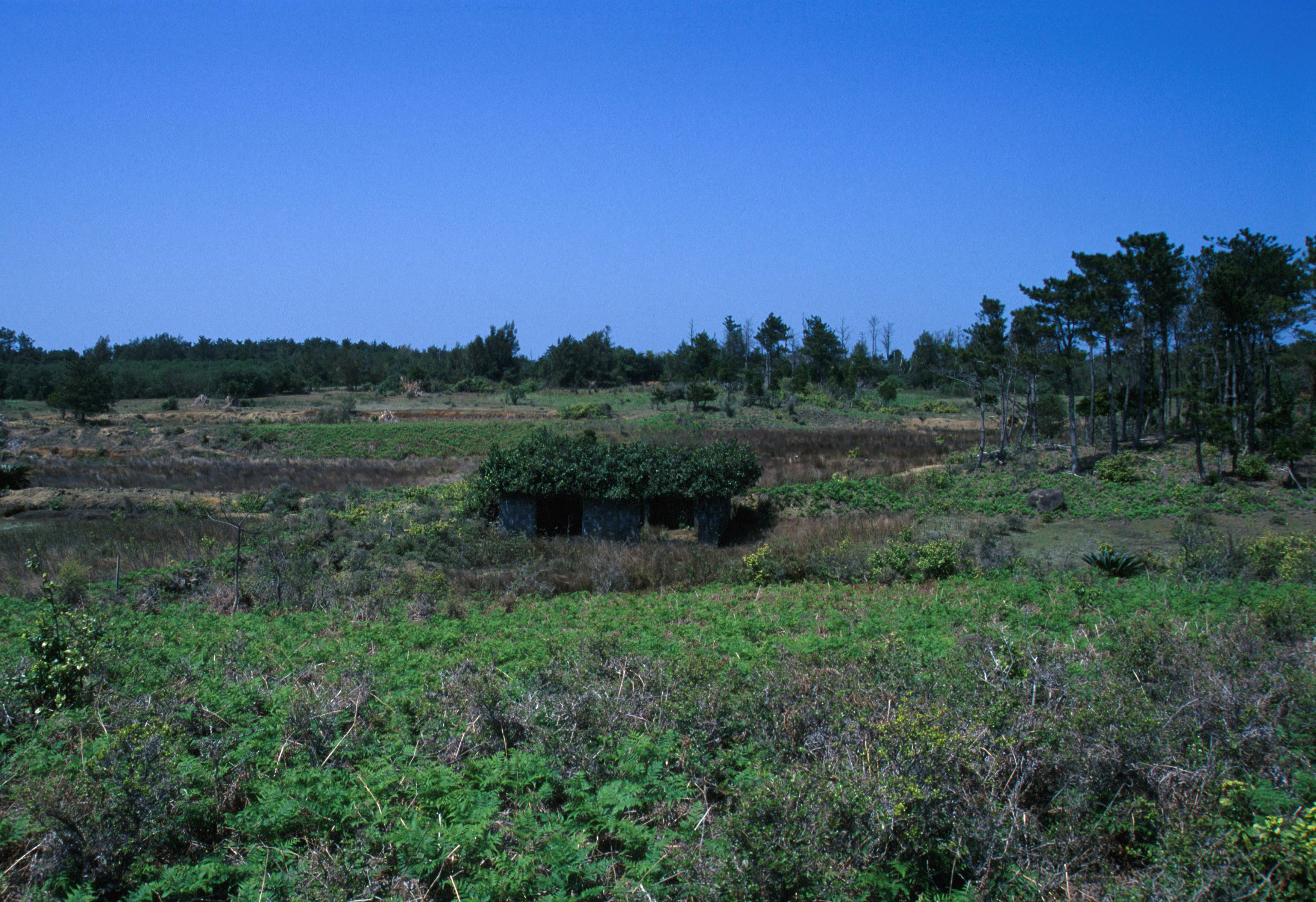
馬毛島の草原に取り残された古い廃屋（2000年4月）
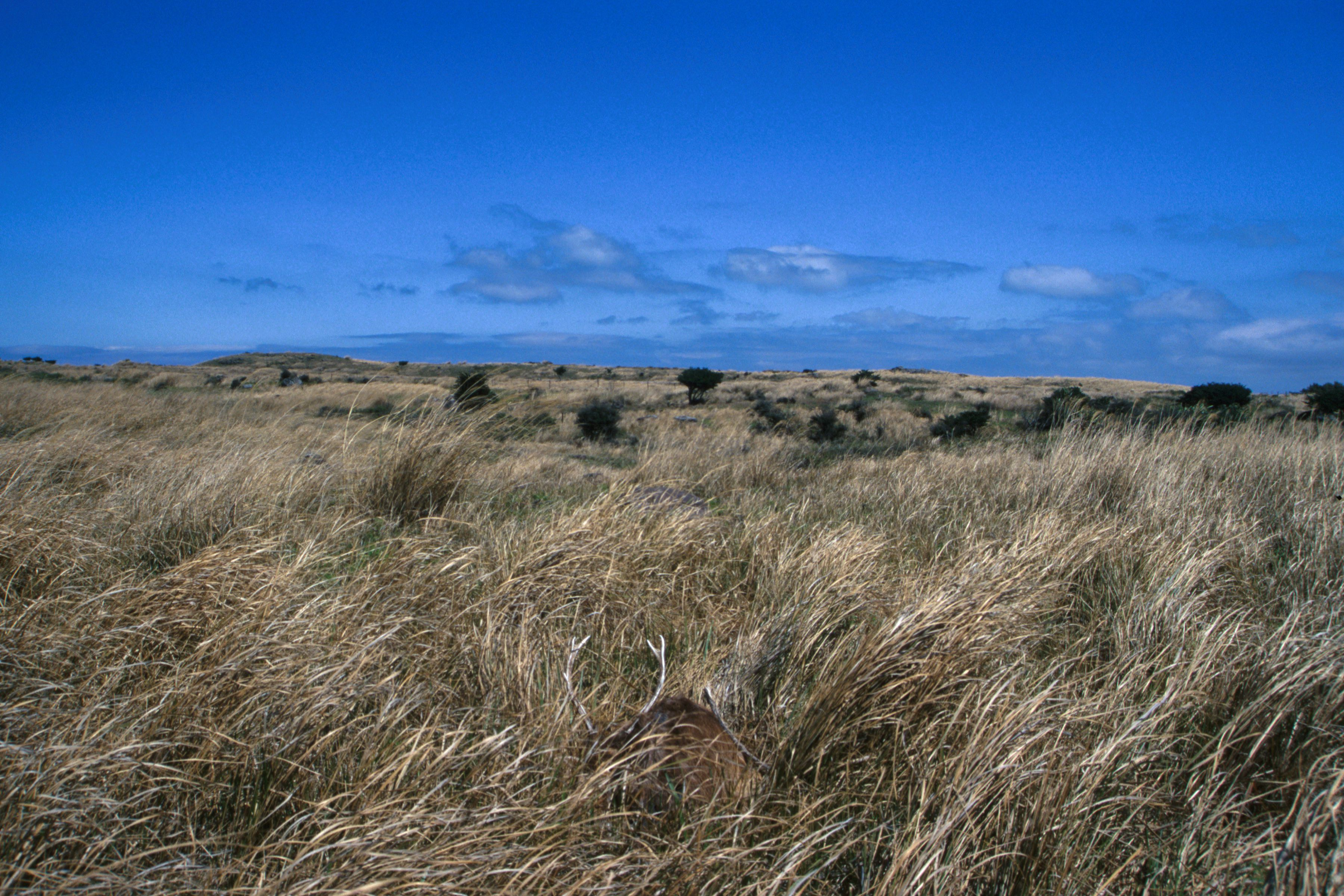
馬毛島の草原の中に眠る、マゲシカの死体（2000年8月）
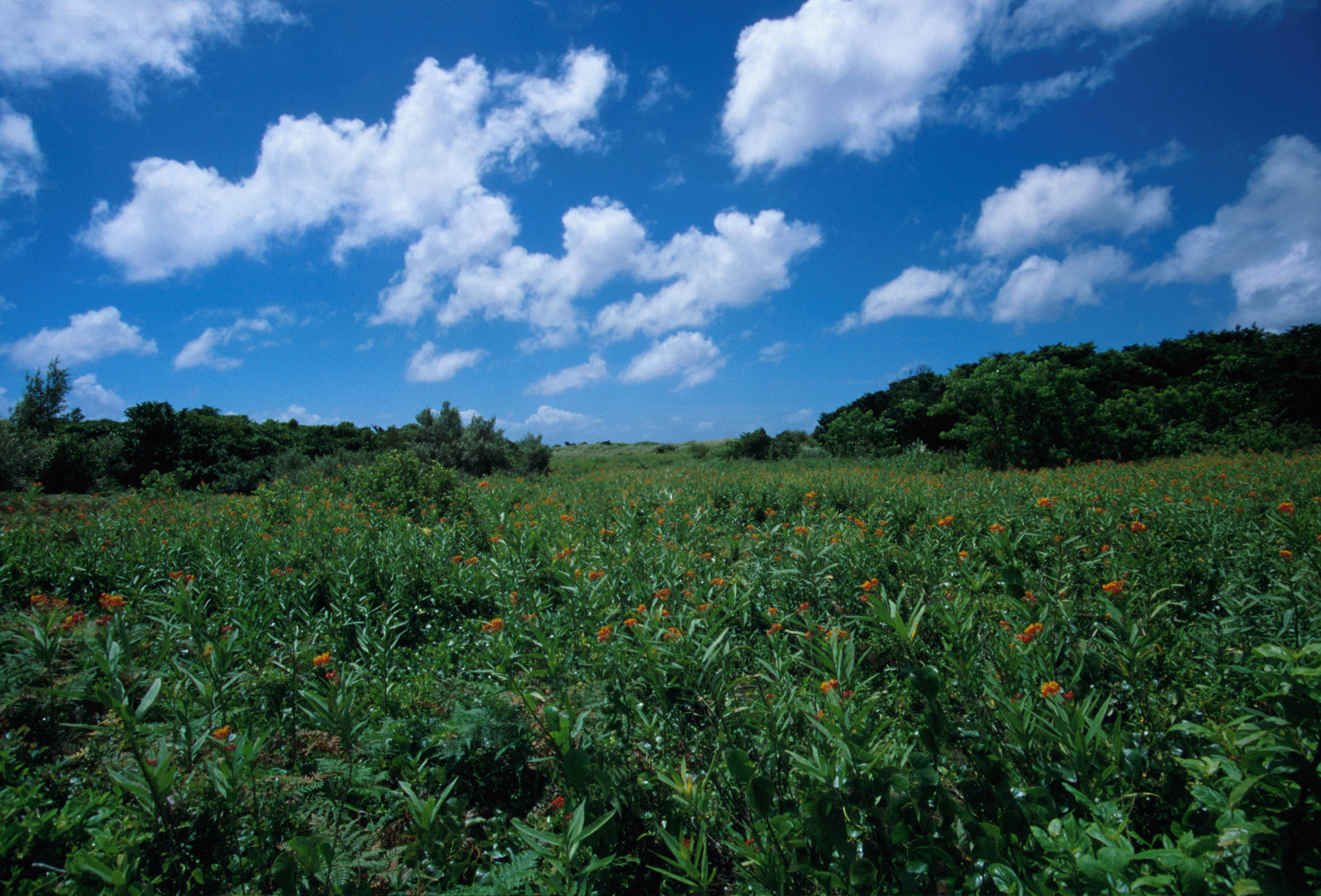
馬毛島の草原とトウワタ群落（2000年4月）
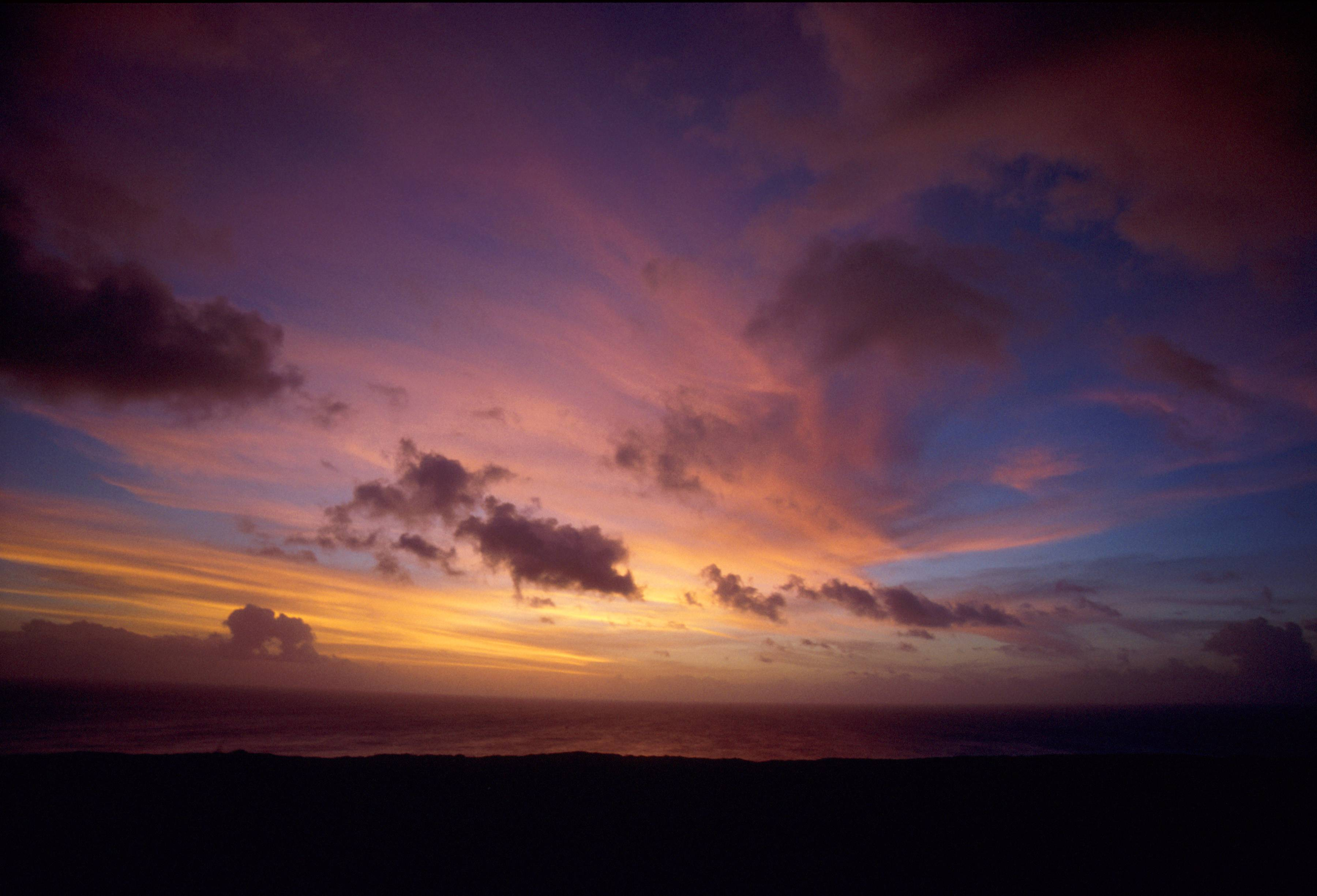
馬毛島、岳之越から望む夕暮れの東シナ海（2000年4月）
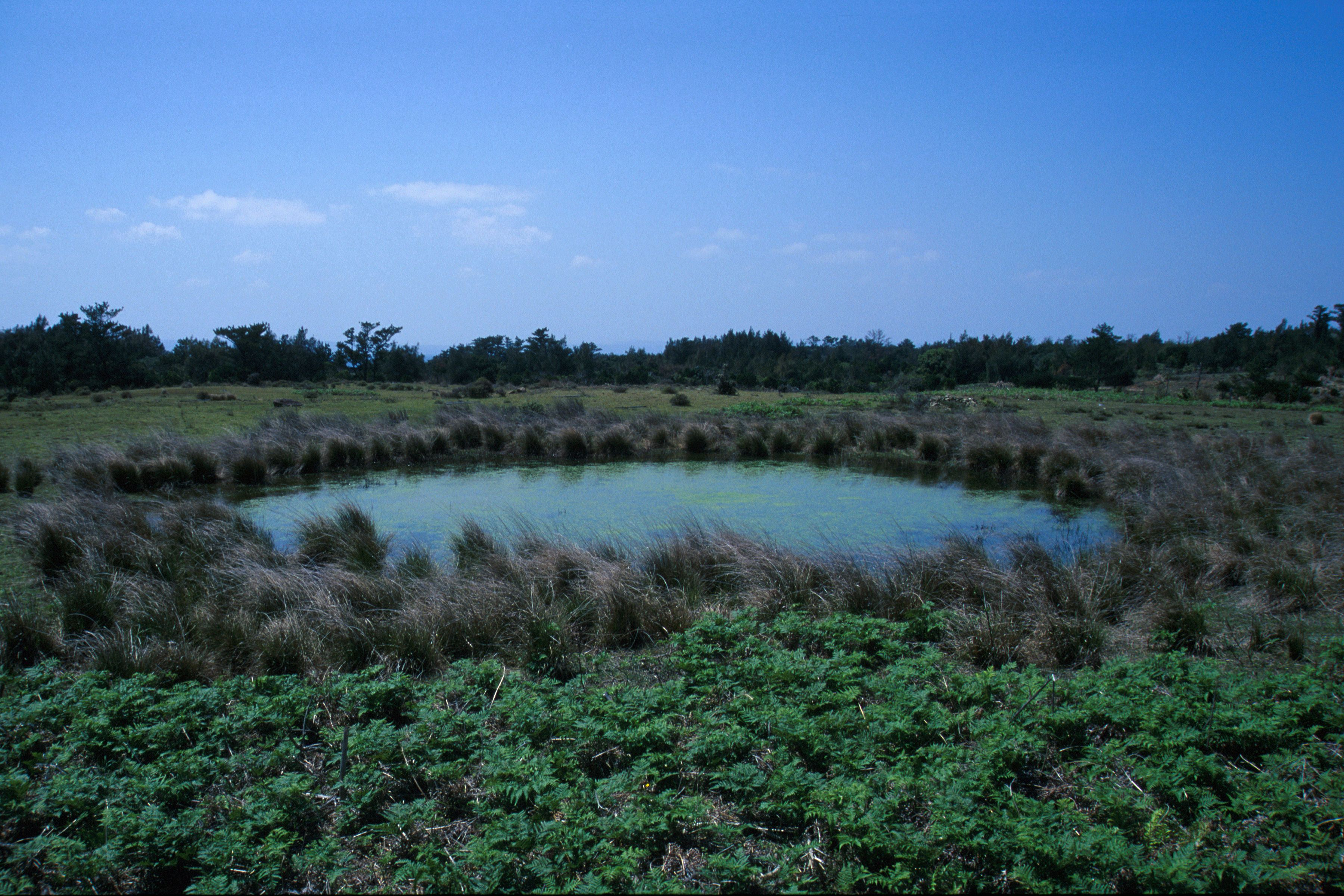
馬毛島の湿地、ニホンイシガメやニホンアカガエルなどが生息する（2000年4月）
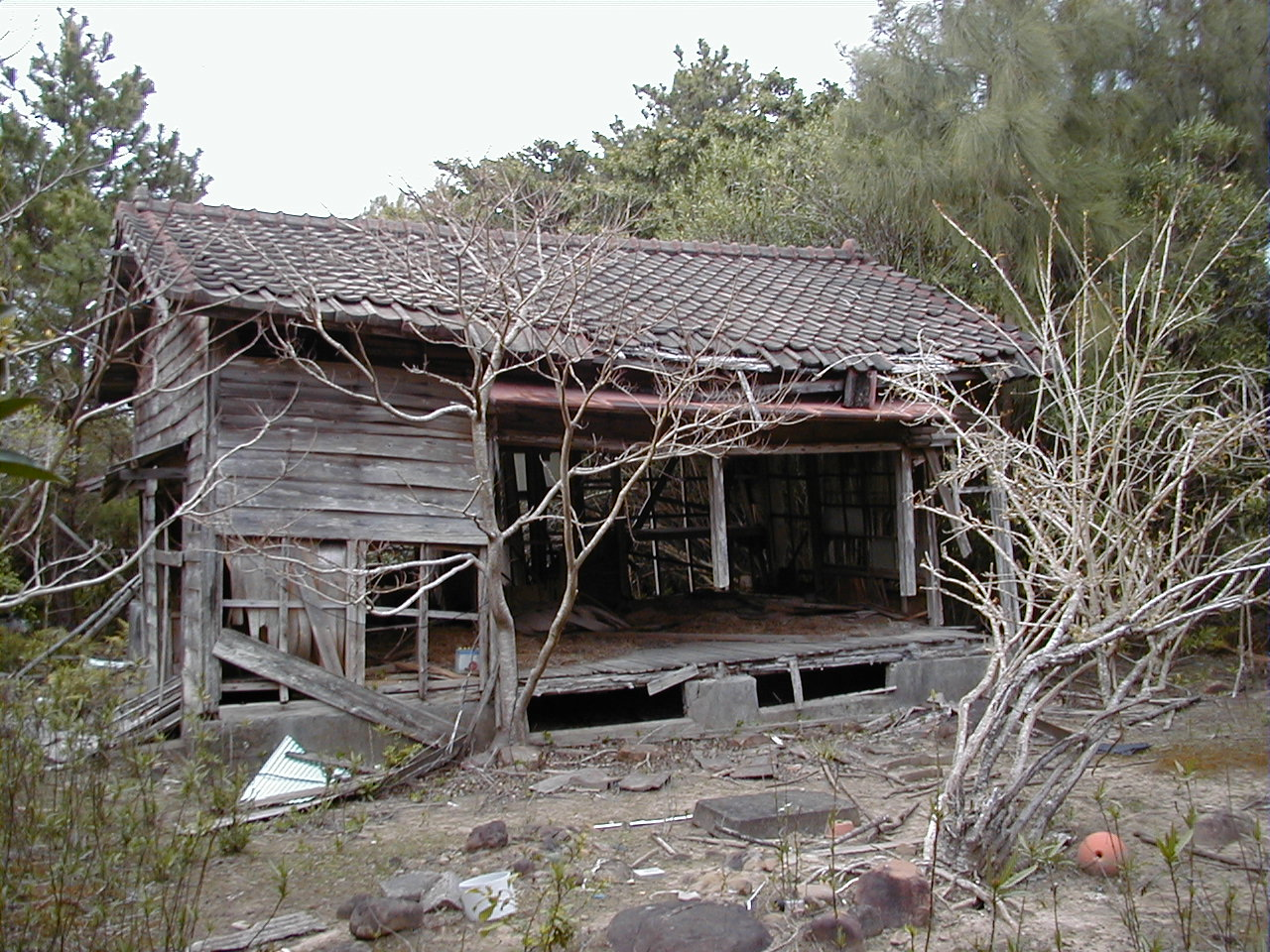
馬毛島に残る古い廃屋（2000年4月）
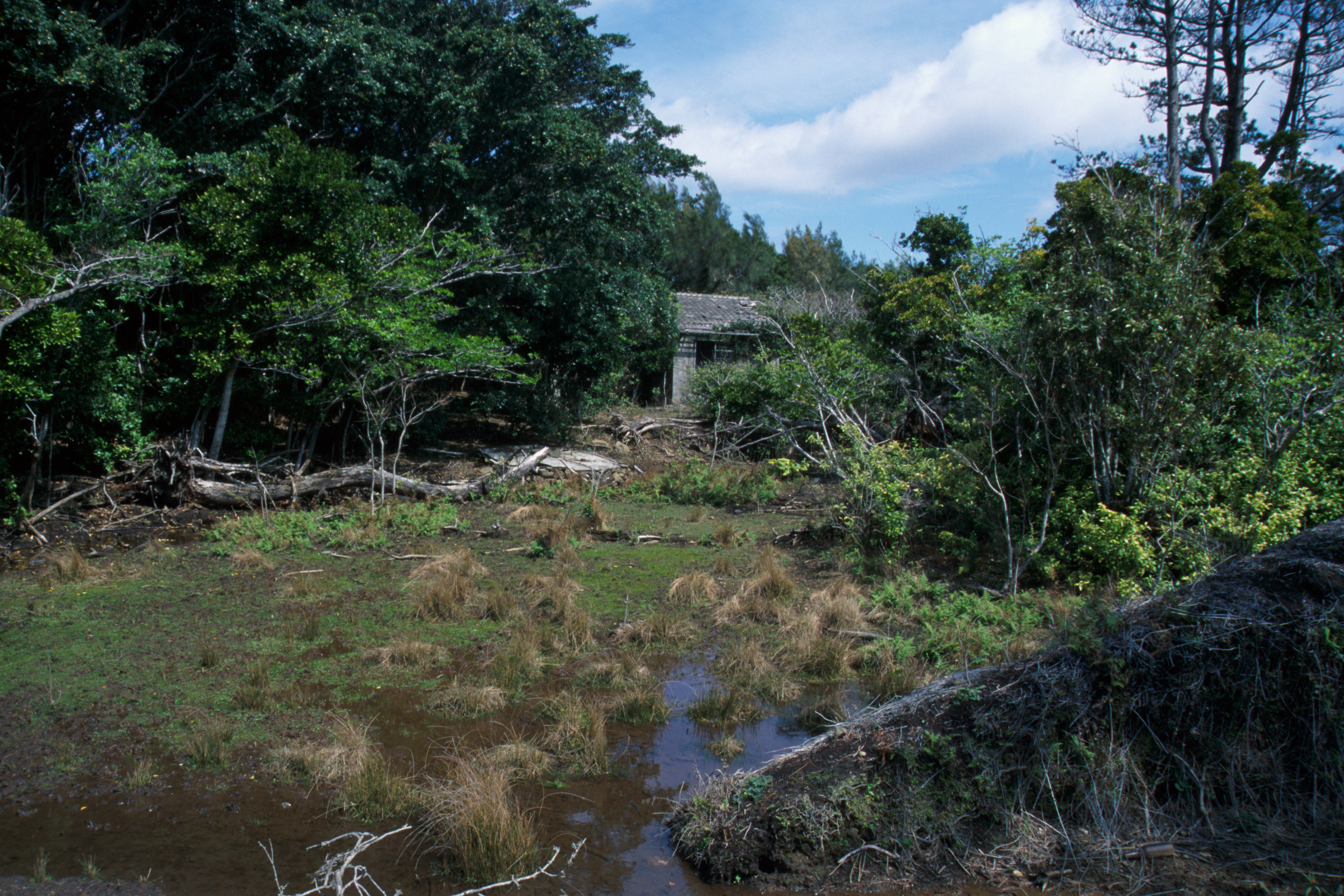
馬毛島の湿地と廃屋、ドジョウ（マドジョウ）とシマゲンゴロウの生息を確認。2000年8月。

## 馬毛島の生物

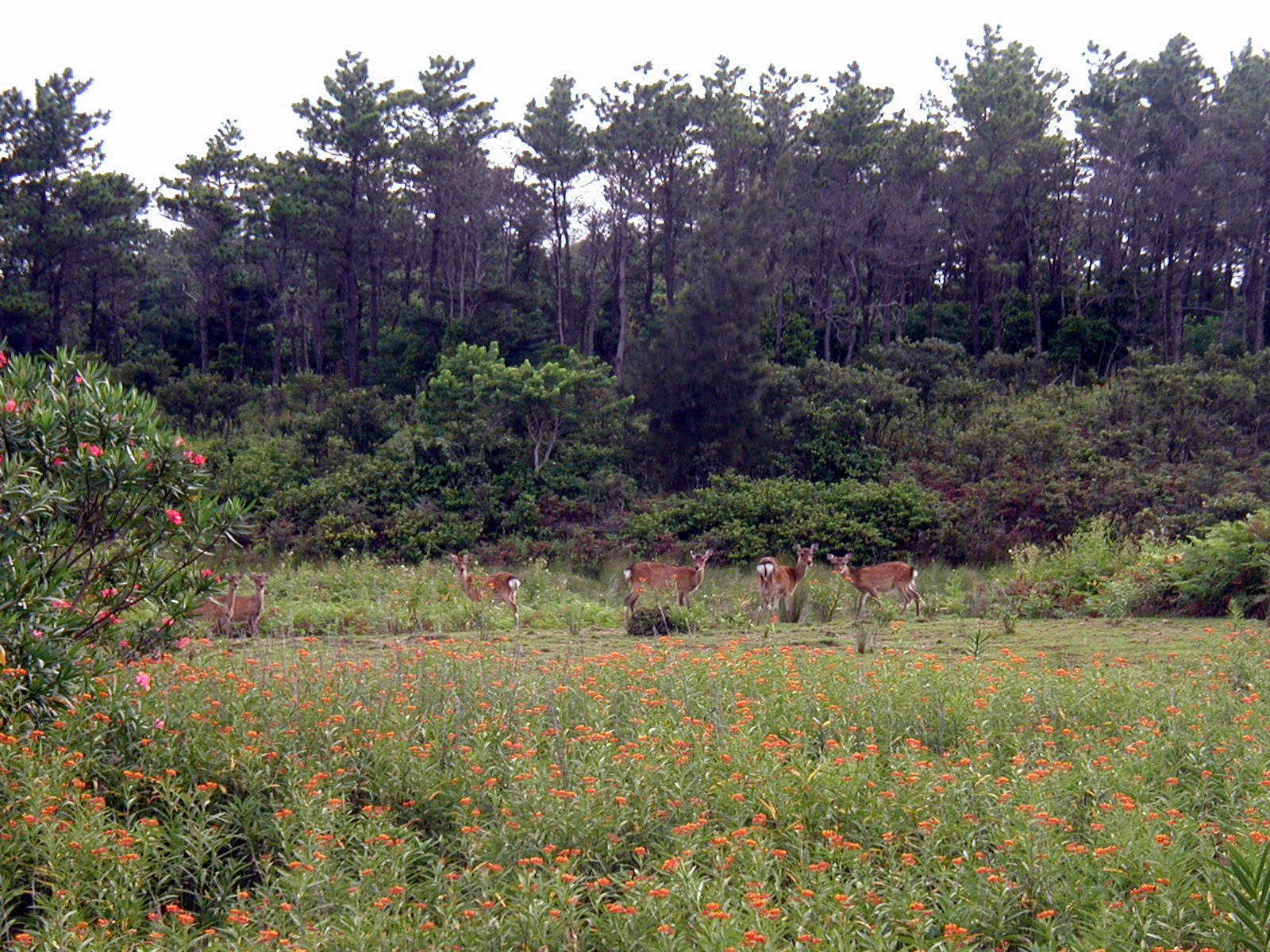
マゲシカとトウワタ群落（2000年8月）
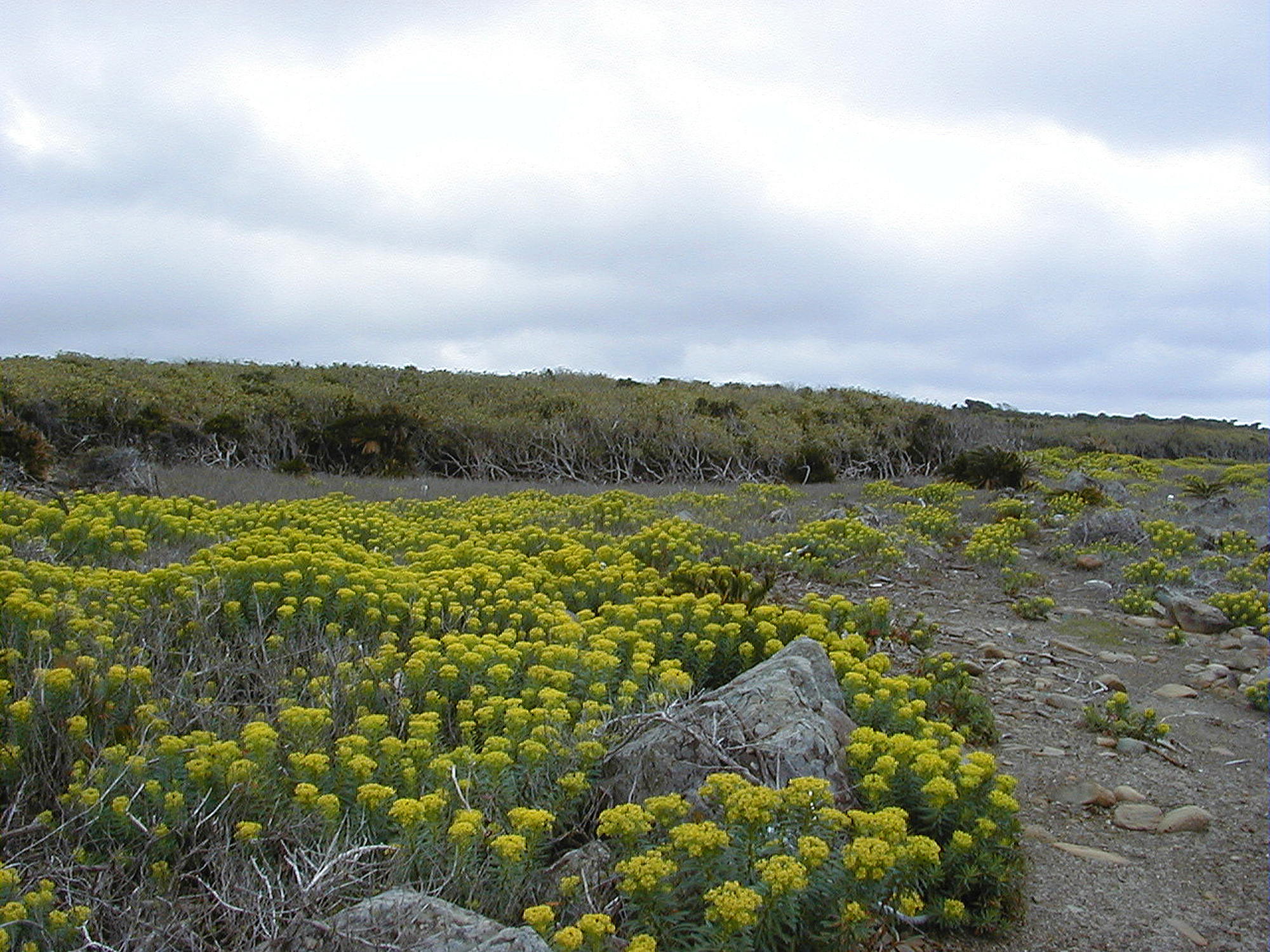
馬毛島沿岸のイワタイゲキ群落（2000年4月）
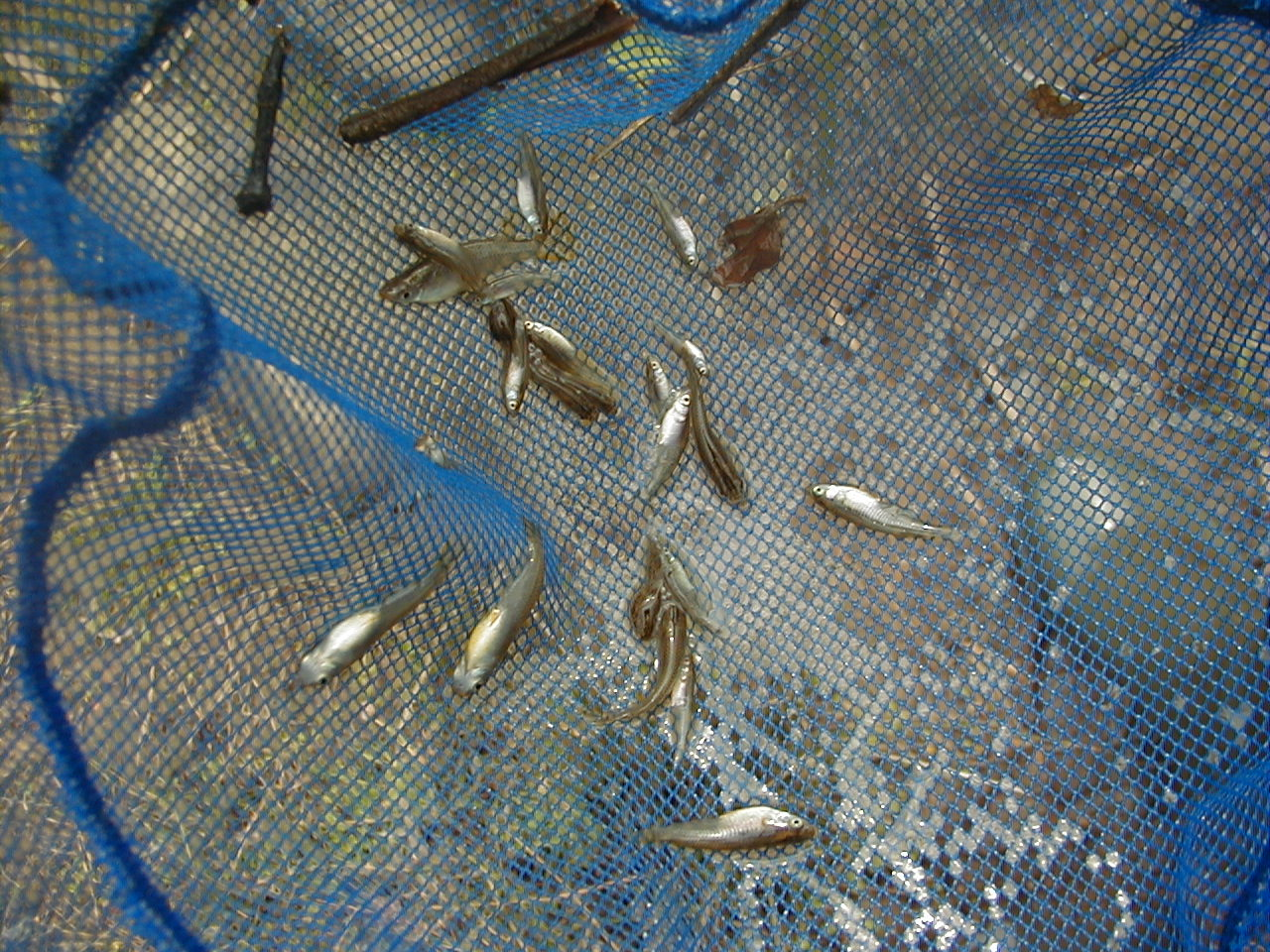
ミナミメダカ（2000年4月）
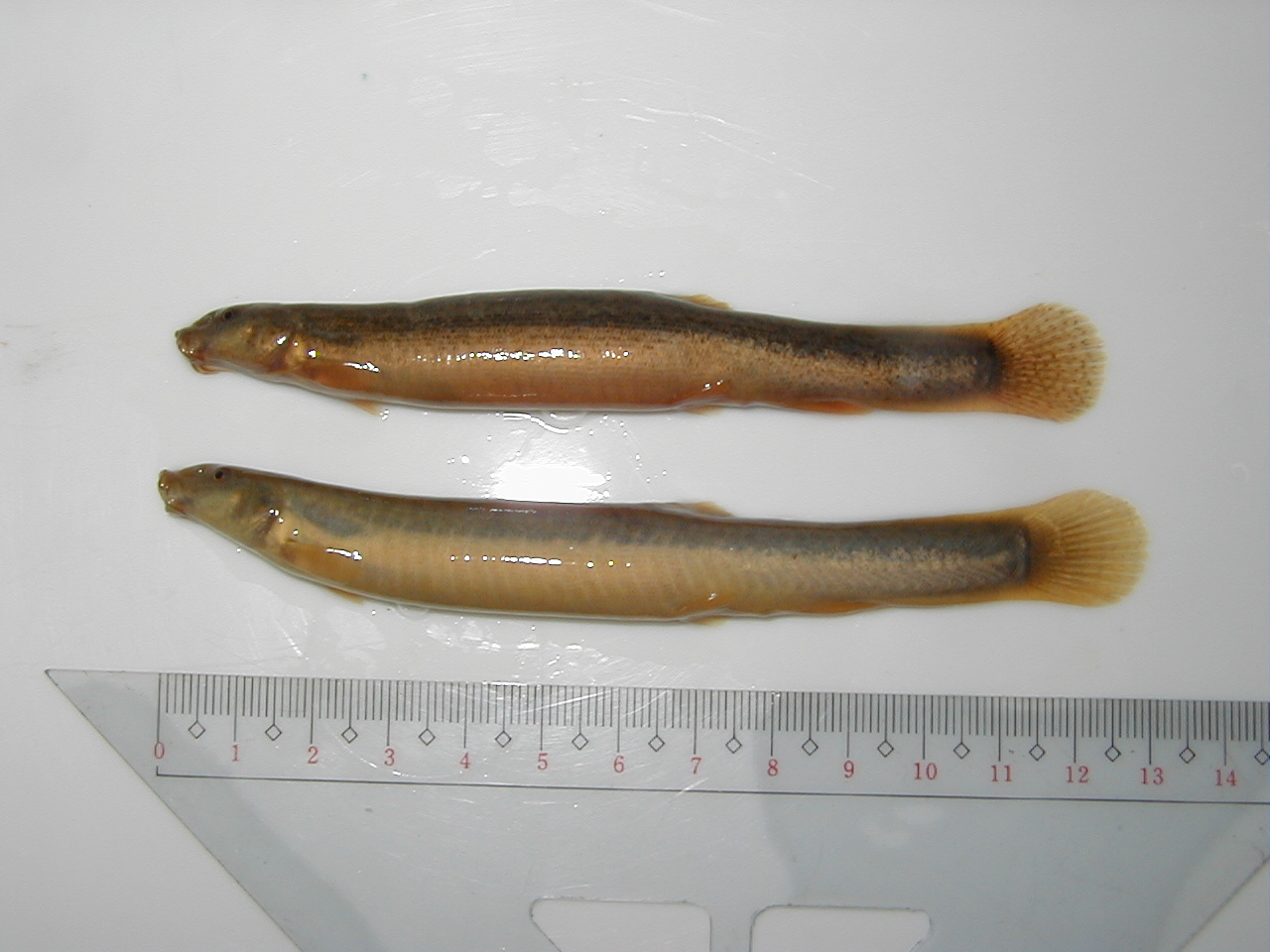
ドジョウ（マドジョウ）（2000年4月）
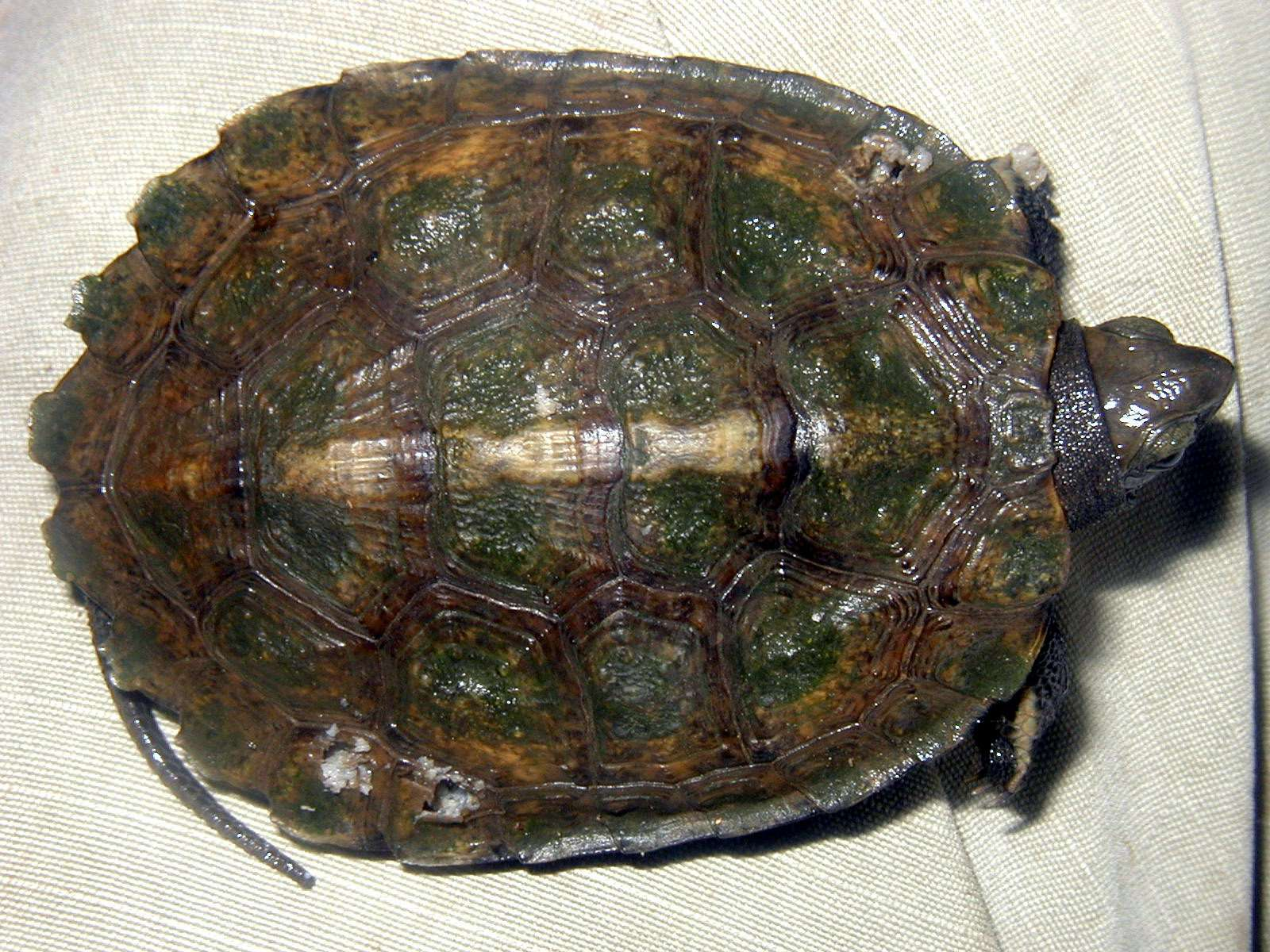
ニホンイシガメ（2000年8月）
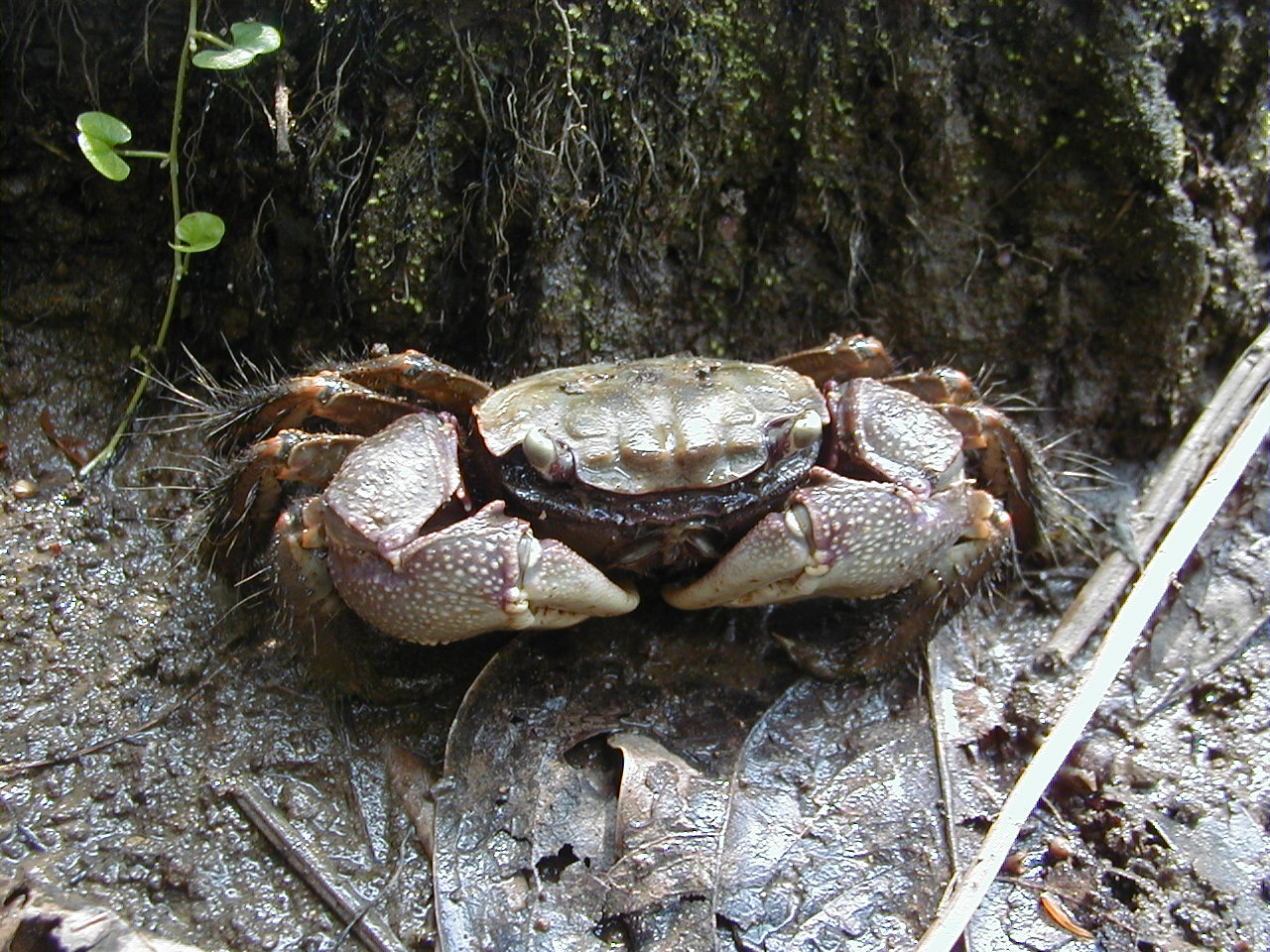
クロベンケイガニ（2000年4月）
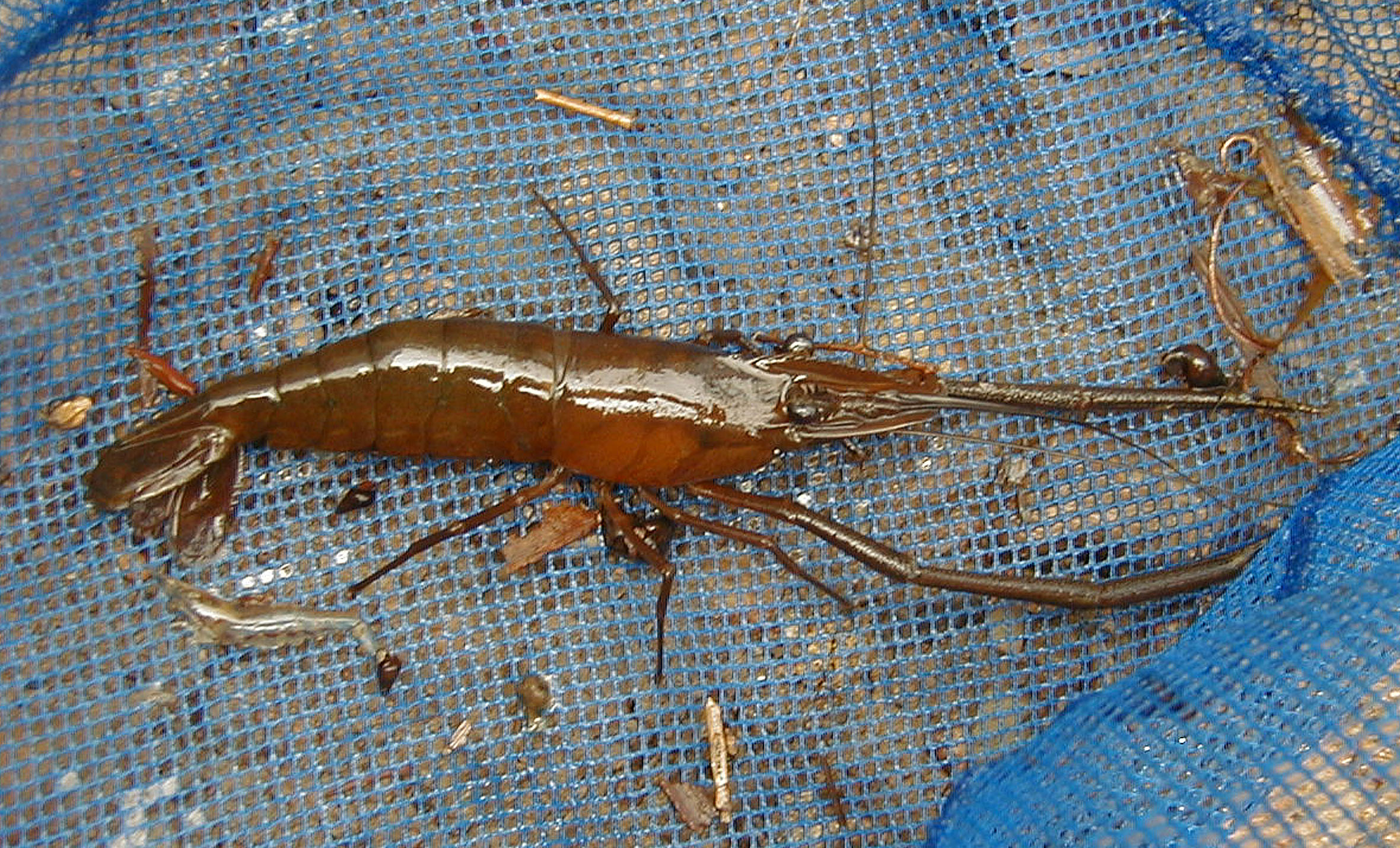
ミナミテナガエビ（2000年4月）
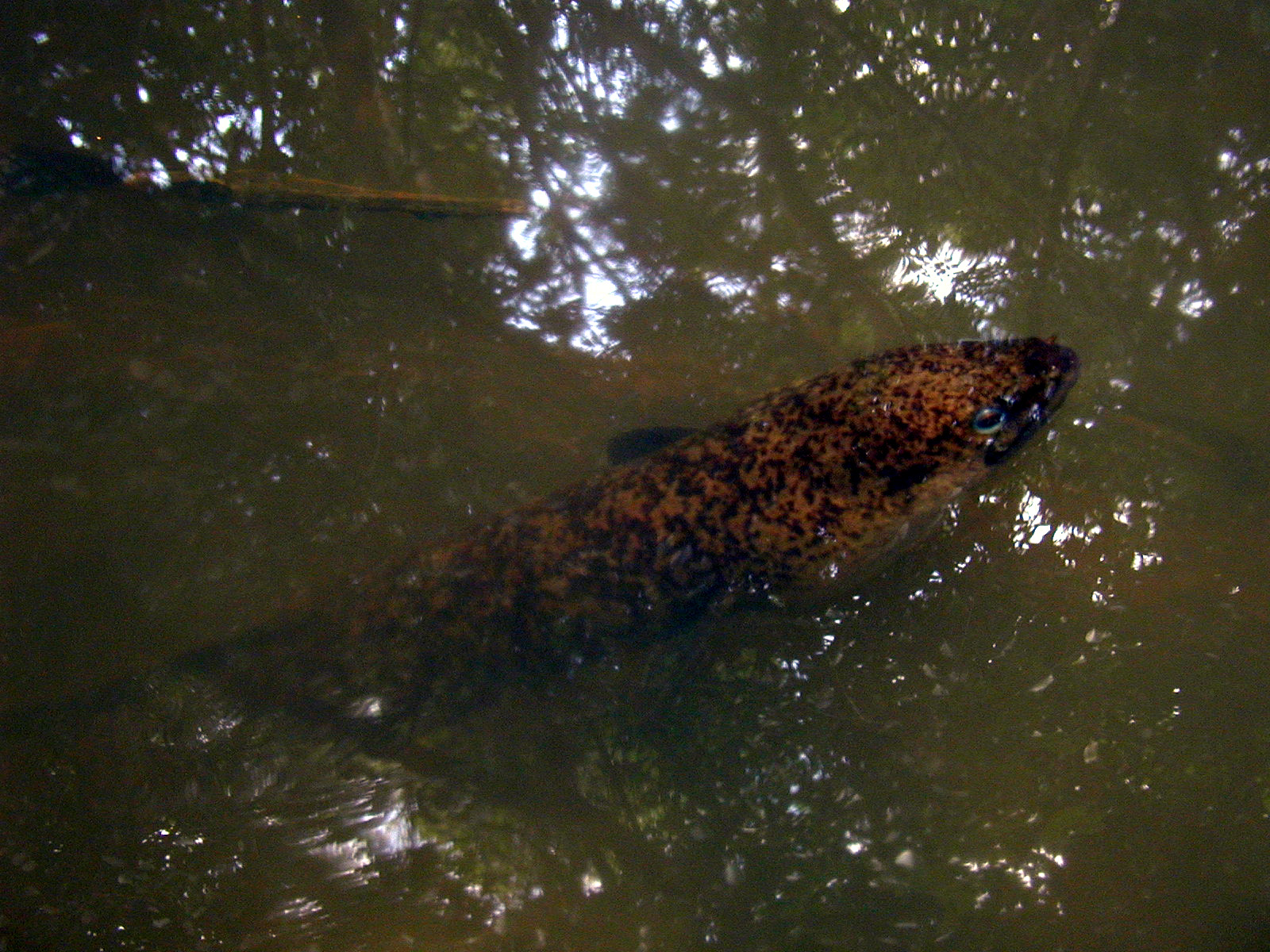
オオウナギ（2000年4月）
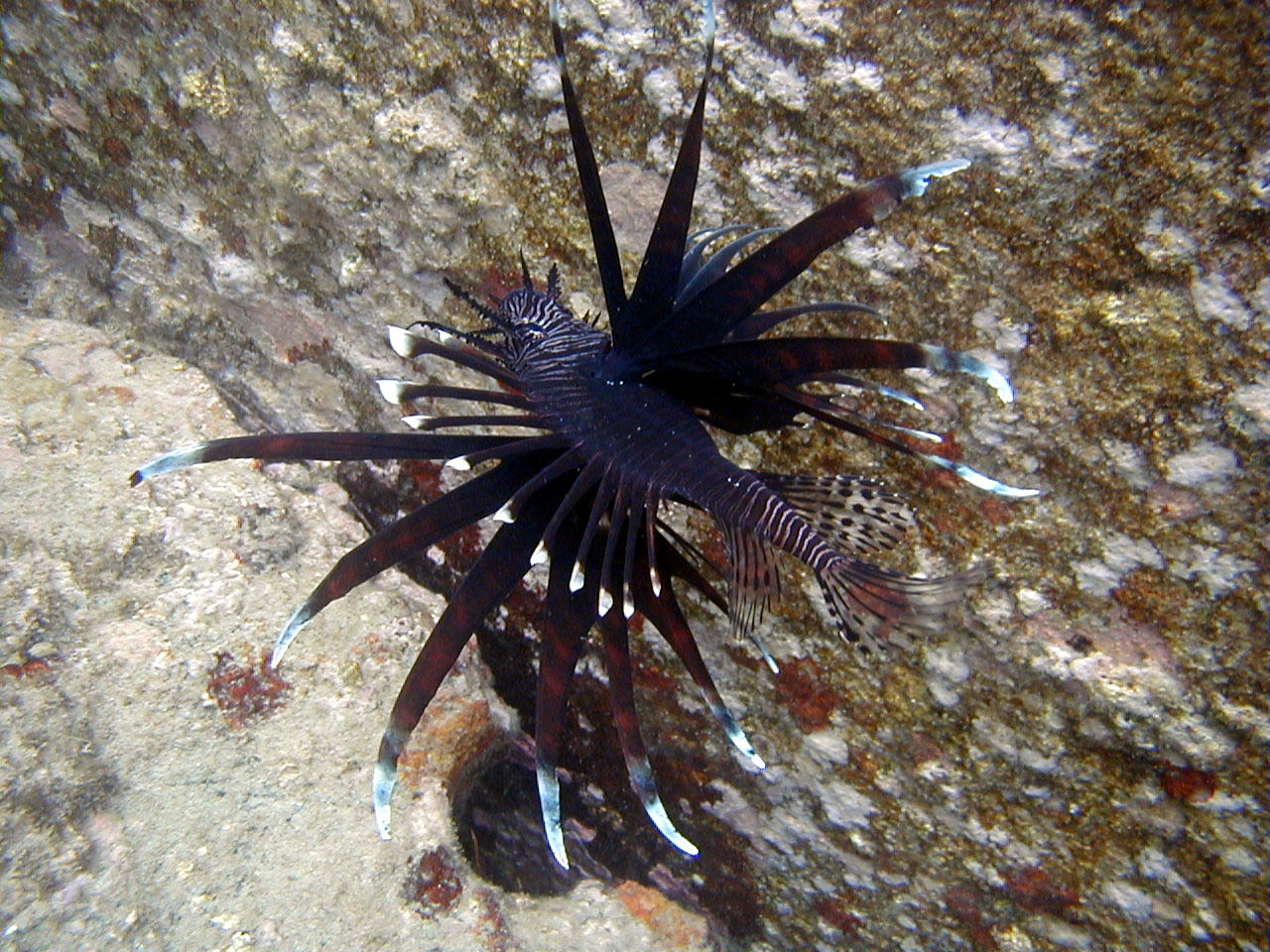
ハナミノカサゴ？（2000年4月）
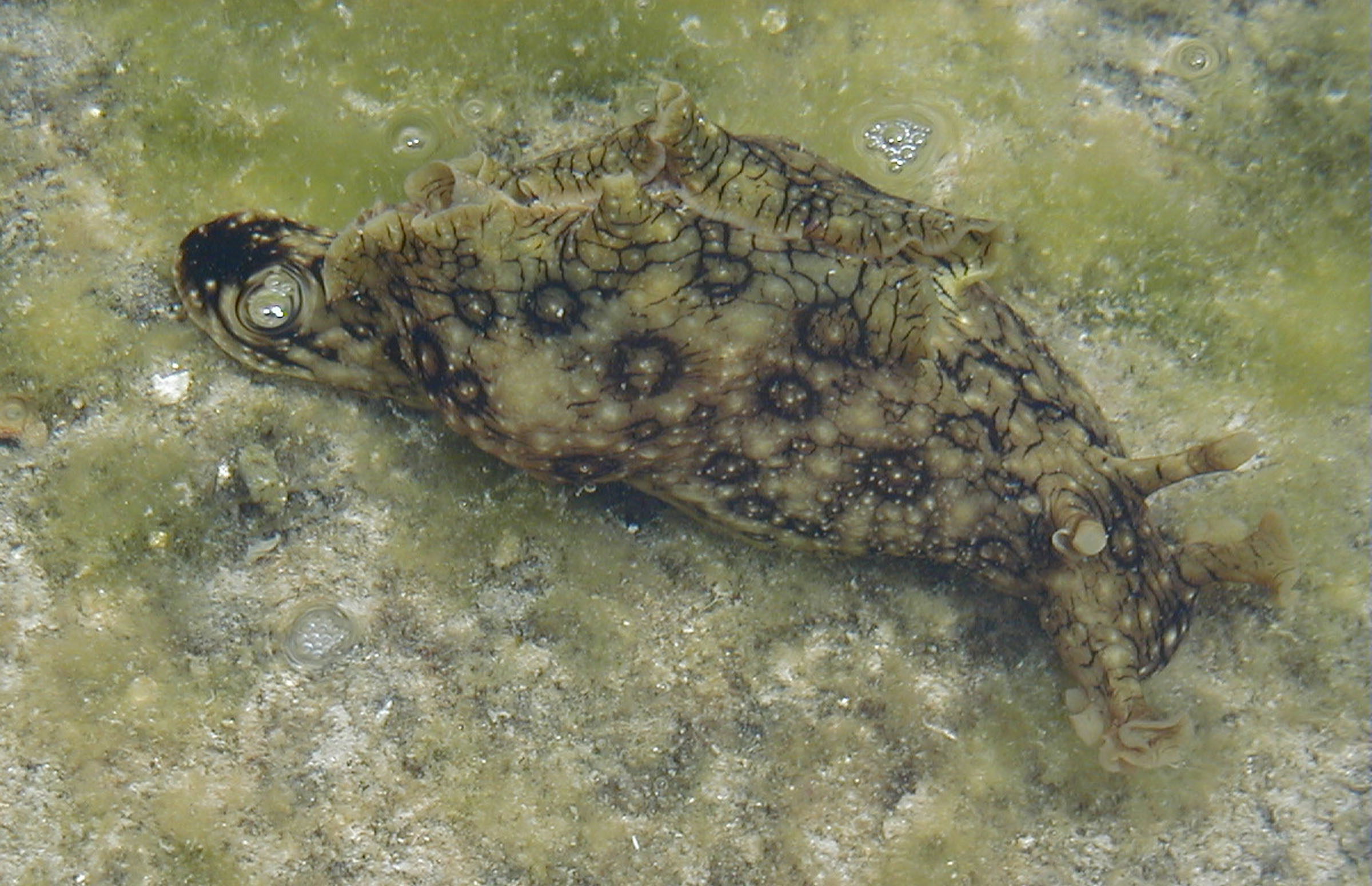
ジャノメアメフラシ？（2000年4月）
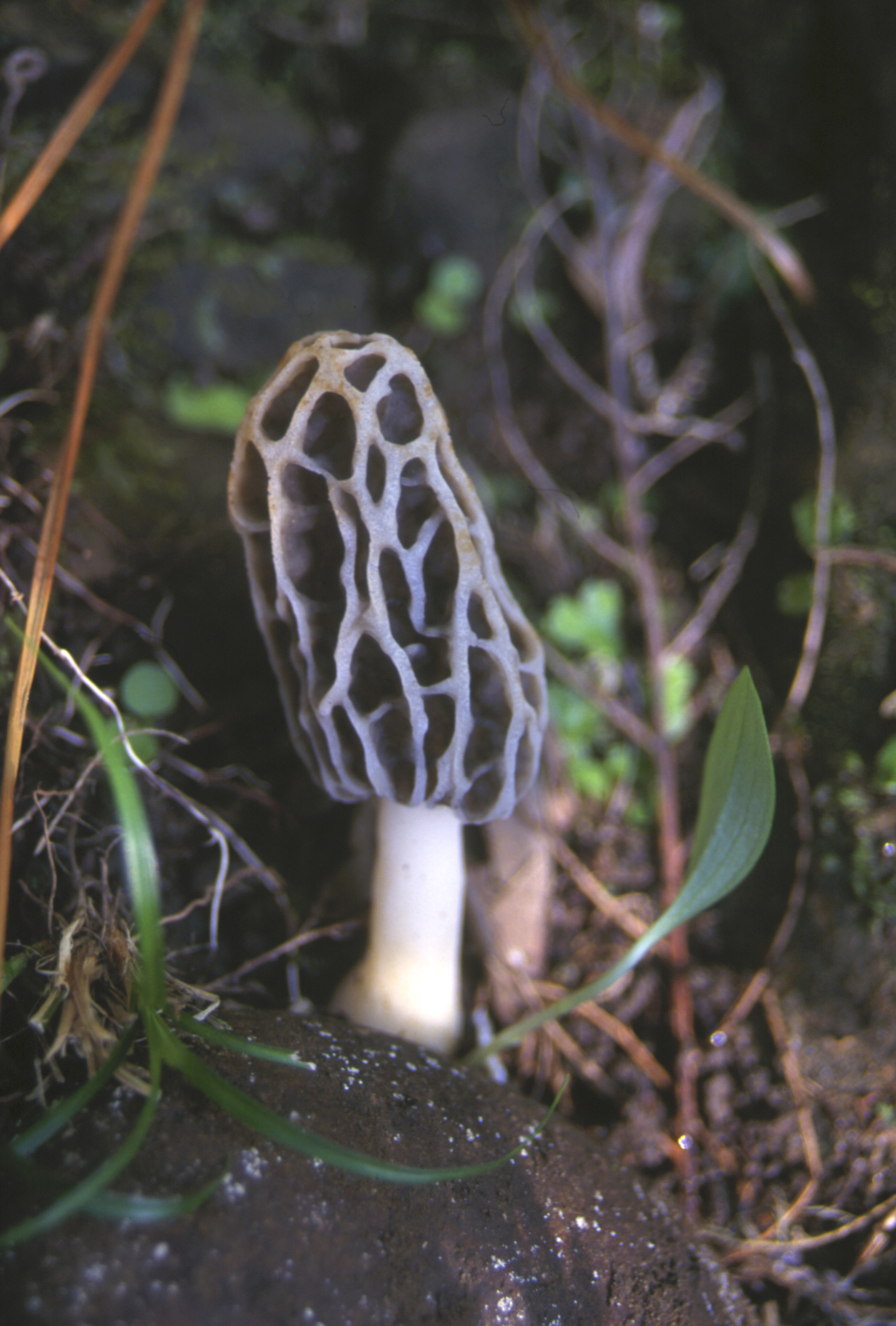
アミガサタケ類（2000年4月）